# الركبة (نجم)

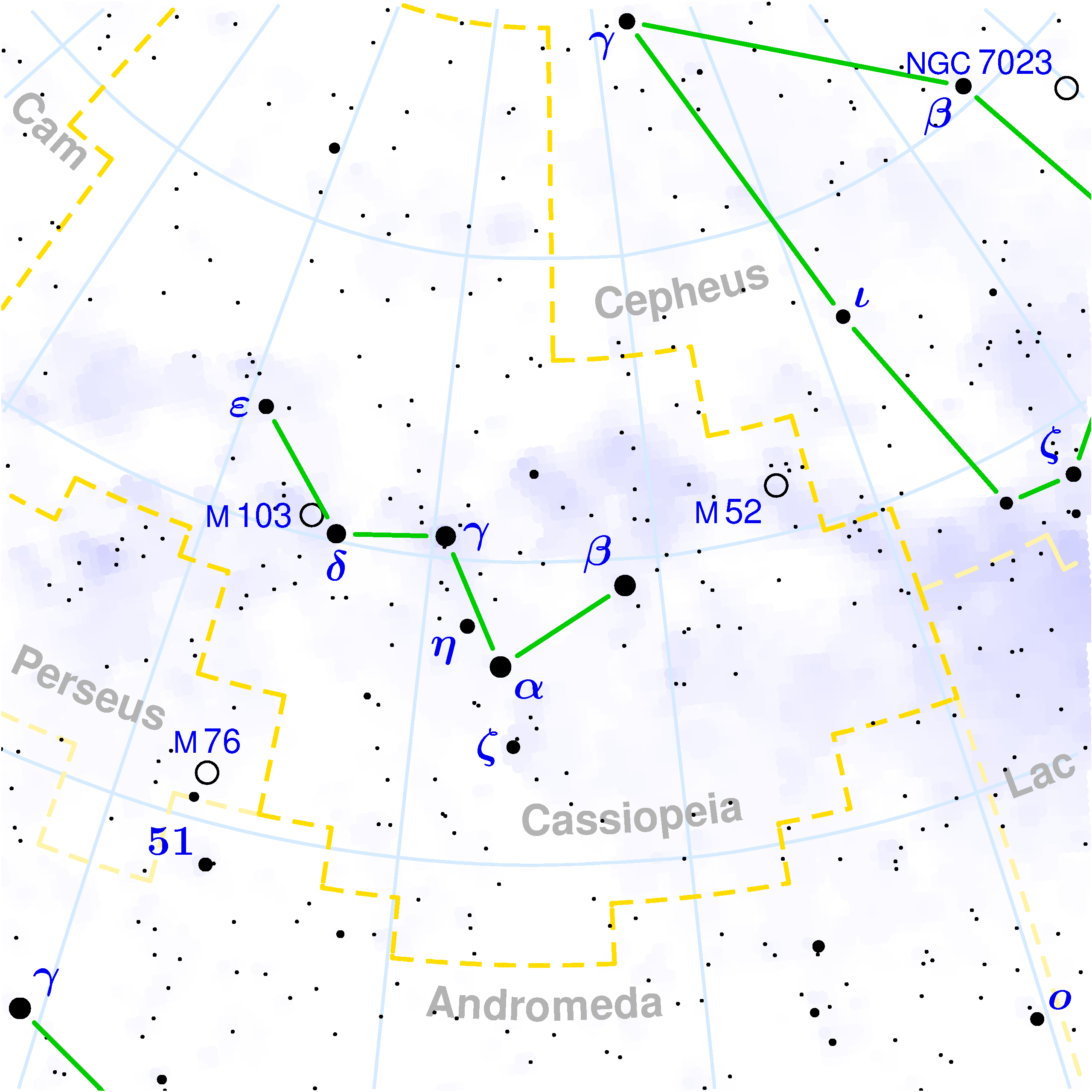

ركبة ذات الكرسي أو دلتا ذات الكرسي( بالإنكليزية Delta Cassiopeiae ) اسمه التقليدي Ruchbah مشتق من الاسم العربي وهو أحد نجوم كوكبة ذات الكرسي التي تتميز بالشكل W (أنظر الشكل).
يتراوح القدر الظاهري له بين 2.68 و2.74 وينتمي إلى الفئة الطيفية A3 ويبعد حوالي 99 سنة ضوئية عن الأرض.
سبب تغير القدر الظاهري للركبة هو أنه نجم ثنائي متغير من نوع رأس الغول ، ويتغير تألقه دوريا كل 759 يوم . أل أنه في حقيقة الأمر نجم مزدوج أحدهما أشد تألقا عن الآخر، وبسبب دورانهما حول بعضهما تزيد ألقهما فترة وتقل في فترة أخرى (قارن رأس الغول).

## وصلات خارجية
- Ruchbah